# (26123) 1992 OK
1992 أو كي (ويعرف أيضًا باسم (26123) 1992 أو كي وفق تسمية الكوكب الصغير) (بالإنجليزية: 1992 OK)‏ هو كويكب ضمن حزام الكويكبات؛ وترتيبه 26123 من حيث الاكتشاف.
اكتُشف هذا الجُرم الفلكي بواسطة Tsutomu Seki ‏ في 29 يوليو 1992.

## وصلات خارجية
- (26123) 1992 OK في قاعدة بيانات مختبر الدفع النفاث لأجرام النظام الشمسي الصغيرة

- الاكتشاف · مخطط المدار ·  العناصر المدارية · المعلمات المادية

- (26123) 1992 OK على موقع ويكي سكاي: DSS2, SDSS, GALEX, IRAS, Hydrogen α, X-Ray, Astrophoto, Sky Map, Articles and images